# Georgi Najdenov (voetballer, 1936)
Georgi Jordanov Najdenov (Bulgaars: Георги Йорданов Найденов) (Plovdiv, 28 januari 1936) was een Bulgaars voetballer. Hij heeft gespeeld bij Botev Plovdiv.

## Loopbaan
Najdenov maakte zijn debuut voor Bulgarije in 1963.  Hij heeft 3 wedstrijden gespeeld voor de nationale ploeg. Hij zat in de selectie die deed mee aan het voetbaltoernooi op de Olympische Zomerspelen 1960.